# العين (فلم)
العين (بالإنجليزية: Oculus) هو فيلم رعب نفسي خارق للطبيعة أمريكي من إخراج مايك فلاناغان وبطولة كارين جيلان، برنتون ثوياتس، كاتي ساكوف، روري كوكران وأناليز باسو.

## وصلات خارجية
- العين على موقع IMDb (الإنجليزية)
- العين على موقع ميتاكريتيك (الإنجليزية)
- العين على موقع روتن توميتوز (الإنجليزية)
- العين على موقع قاعدة بيانات الأفلام العربية
- العين على موقع ألو سيني (الفرنسية)
- العين على موقع Turner Classic Movies (الإنجليزية)
- العين على موقع أول موفي (الإنجليزية)
- العين على موقع بوكس أوفيس موجو (الإنجليزية)
- العين على موقع فيلمافينيتي (الإسبانية)
- العين على موقع قاعدة بيانات الأفلام السويدية (السويدية)